# Onur Kıvrak
Onur Mustafa Recep Kıvrak est un footballeur turc né le 1er janvier 1988 à Alaşehir, ville de la province de Manisa. Il évolue au poste de gardien de but. En 2013, il est sélectionné pour être élu meilleur gardien du championnat de Turquie.